# Het strand bij Palavas
Het strand bij Palavas (Frans: Le Bord de mer à Palavas) is een schilderij van Gustave Courbet uit 1854. Sinds 1868 maakt het deel uit van de collectie van het Musée Fabre in Montpellier. 

## Geschiedenis
Van mei tot september 1854 bezocht Courbet zijn vriend en mecenas Alfred Bruyas voor de eerste keer in Montpelier. Hoewel de schilder, die zelf uit de Franche-Comté afkomstig was, de zee een keer eerder gezien had in Normandië, waren de landschappen van de Languedoc en de Middellandse Zee een openbaring voor hem. In opdracht van Buyas schilderde hij diverse zeegezichten, waarvan dit schilderij het bekendst is.
In 1868 schonk Bruyas het schilderij aan het Musée Fabre.

## Voorstelling
Het schilderij laat iets van de uitgelatenheid zien die Courbet overvallen moet hebben toen hij de toen nog ongerepte kust in de buurt van Montpellier voor het eerst zag. Als een klein repoussoir is hij linksonder te zien, terwijl hij met zijn hoed in de hand de zee begroet. Dit silhouet doorbreekt als enige het strenge horizontale karakter van de compositie. Drie haast abstracte banen geven het landschap op dit kleine schilderij weer: oker voor het strand, donkerblauw voor de zee en lichtblauw voor lucht. De zee is donkerder in de verte en wordt lichter naarmate de kus nadert.
Dit schilderij is gedeeltelijk geïnspireerd op De monnik aan de zee van Caspar David Friedrich. De romantische pathos die het werk van de Duitse schilder kenmerkt, ontbreekt bij Courbet echter.

## Afbeelding

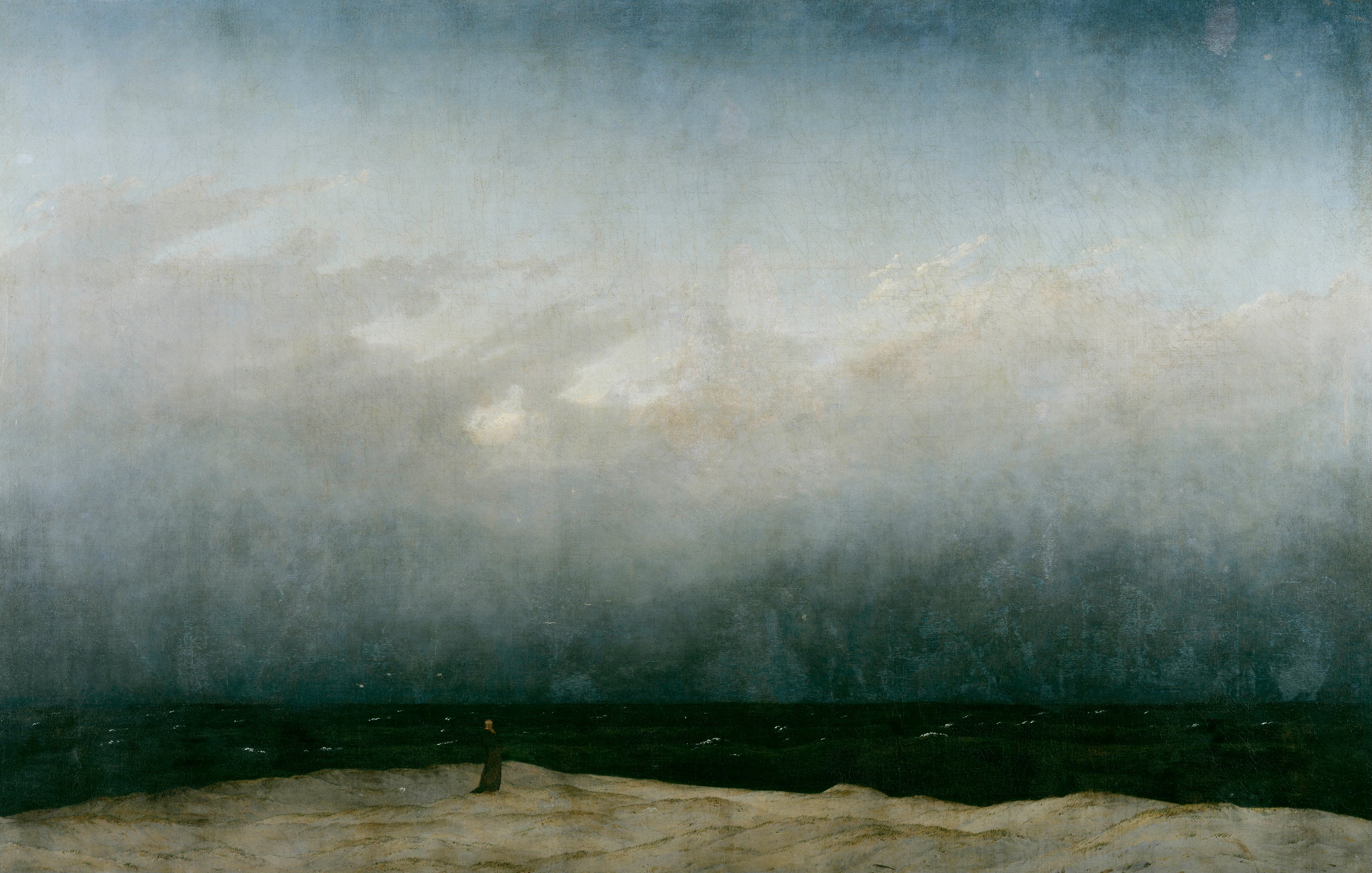
De monnik aan de zee - Caspar David Friedrich